# Realie
In der Translationswissenschaft bezeichnet eine Realie oder ein Reale (Plural: Realien oder Realia) ein Element des Alltags, der Geschichte, der Kultur, der Politik usw. eines bestimmten Volkes, Landes oder Ortes, das keine Entsprechung bei anderen Völkern, in anderen Ländern oder an anderen Orten hat.

## Beispiele für Realien
- Namen (z. B. Abendland, Morgenland)
- politische Termini (Rote Armee/Sowjetarmee)
- sozialgeschichtliche Realia (Wendehals, Seilschaften, Mauerspecht, Rote Socken)
- Ausbildungsgänge und Abschlüsse (z. B. Abitur, Meister)
- Benennung von Institutionen und Dienstgraden[2]